# Daşaltı
Daşaltı (armeniska: K’arin Tak, Քարին Տակ) är en ort i Azerbajdzjan.   Den ligger i distriktet Şuşa Rayonu, i den sydvästra delen av landet, 280 km väster om huvudstaden Baku. Daşaltı ligger 1 134 meter över havet och antalet invånare är 588.
Terrängen runt Daşaltı är bergig. Runt Daşaltı är det ganska glesbefolkat, med 29 invånare per kvadratkilometer.. Närmaste större samhälle är Müşkapat, 20,0 km öster om Daşaltı. 
Trakten runt Daşaltı består i huvudsak av gräsmarker.